# Scytodes caffra
Espèce
Scytodes caffra est une espèce d'araignées aranéomorphes de la famille des Scytodidae.

## Distribution
Cette espèce se rencontre en Afrique du Sud, au Eswatini et au Congo-Kinshasa.

## Description
La femelle holotype mesure 9,5 mm.
Le mâle décrit par Lawrence en 1937 mesure 8,5 mm.

## Systématique et taxinomie
Cette espèce a été décrite par Purcell en 1904.

## Publication originale
- Purcell, 1904 : « Descriptions of new genera and species of South African spiders. » Transactions of the South African Philosophical Society, vol. 15, p. 115-173 (texte intégral).